# Robin Duvillard
Robin Duvillard, född den 22 december 1983, är en fransk längdåkare.
Han tog OS-brons i herrarnas stafett i samband med de olympiska längdskidtävlingarna 2014 i Sotji.